# Kaponan (Pakis)
Kaponan is een bestuurslaag in het regentschap Magelang van de provincie Midden-Java, Indonesië. Kaponan telt 3708 inwoners (volkstelling 2010).